# 水塘站
水塘站是位于云南省昆明市呈贡区七甸街道水塘社区的一个铁路车站，邮政编码650502。车站建于1910年，有昆河铁路经过该站，现不办理正式客运，办理货运业务，车站及其上下行区间均未电气化。车站距离昆明北站38公里，隶属昆明铁路局，是四等站。
水塘站下行咽喉外曲线是滇越铁路全线的海拔最高点，里程K34+000处，海拔2027米。
水塘站尚遗存一座滇越铁路时期的搬道房，为法式建筑，坐北向南，面阔8米、进深7米，占地面积56平方米，木构架土坯墙，屋顶红色，外墙刷黄色涂料。现做铁路养护材料工具用房使用，保存基本完好，2012年列为一般不可移动文物。另有一座水塔已于2023年拆除。